# Monarchie maltaise
La monarchie maltaise est le régime politique en vigueur dans l'État de Malte entre 1964 et 1974. Durant cette période, Malte est un État souverain indépendant qui partage son monarque avec les autres royaumes du Commonwealth.
Ancienne colonie britannique, Malte obtient son indépendance le 21 septembre 1964. La reine Élisabeth II reste chef de l'État avec le titre de reine de Malte. La quasi-totalité de ses pouvoirs constitutionnels sont exercés par le gouverneur général de Malte qui est son représentant dans l'île. En effet, comme les autres royaumes du Commonwealth, le système politique de Malte est basé sur le système de Westminster, dans lequel le chef de l'État joue un rôle purement honorifique.
La monarchie est abolie le 13 décembre 1974, date à laquelle le pays devient une république, tout en continuant de reconnaître la reine Élisabeth II comme chef du Commonwealth. Un président remplace la reine comme chef de l'État.

## Histoire
Élisabeth II devient reine de Malte avec l'adoption de la Loi sur l'indépendance de Malte de 1964. Cette loi transforme la colonie de Malte en un État souverain indépendant doté d'une monarchie constitutionnelle. Les pouvoirs exécutifs de la reine sont délégués à un gouverneur général nommé par elle, et exercés en son nom par celui-ci.
Élisabeth II se rend officiellement dans la colonie du 3 au 7 mai 1954 et dans l'État de Malte du 14 au 17 novembre 1967. Elle fait référence à sa visite de 1967 dans son message de Noël, déclarant : « Aujourd'hui, Malte est indépendante, la Couronne occupant la même position que dans les autres pays autonomes dont je suis la reine […] C'est l'ouverture d'un chapitre nouveau et stimulant pour le peuple maltais, qui l'aborde avec détermination et enthousiasme ».
Élisabeth II reste chef de l'État maltais jusqu'au 13 décembre 1974, date à laquelle une modification de la Constitution abolit la monarchie et instaure la république de Malte, avec à sa tête un président élu au scrutin indirect. La reine visite Malte en tant que chef du Commonwealth en 1992, 2005 et 2007. Finalement, la réunion des chefs de gouvernement du Commonwealth organisée à La Valette du 26 au 28 novembre 2015 est l'occasion d'un ultime voyage à l'étranger pour la souveraine, âgée de 89 ans.

## Étendard royal de Malte
Durant son règne maltais, Élisabeth II possède un drapeau personnel en sa qualité de reine de Malte. Ce drapeau est utilisé lors de son séjour à Malte, en 1967. Le drapeau de la reine est composé des armoiries de Malte sous forme de bannière au centre de laquelle figure un disque bleu comportant le monogramme royal, la lettre « E » couronnée entourée d'une guirlande de roses dorées. Le disque est repris du drapeau personnel de la reine,.

Étendard d'Élisabeth II, reine de Malte.

## Titre de la reine
La reine Élisabeth II possède officiellement un titre différent dans chacun des royaumes du Commonwealth. Jusqu'en 1964, Malte fait partie de l'Empire britannique et Élisabeth II y règne en tant que reine du Royaume-Uni. Après l'indépendance, un nouveau titre est adopté le 18 janvier 1965. À partir de cette date, le titre de la reine est le suivant :
| Anglais | Maltais | Traduction |
| --- | --- | --- |
| « Elizabeth the Second, by the Grace of God, Queen of Malta and of Her other Realms and Territories, Head of the Commonwealth » | « Eliżabetta II, Għall-Grazzja t’Alla, Reġina ta’ Malta u tar-Renji u t-Territorji l-Oħra Tagħha, Kap tal-Commonwealth » | Élisabeth Deux, par la grâce de Dieu, reine de Malte et de ses autres royaumes et territoires, chef du Commonwealth |

## Galerie

Élisabeth II sur des timbres maltais
Représentation du monument du Grand Siège (La Valette).
Représentation de l'église Notre-Dame-de-la-Victoire de La Valette.
Représentation du monument aux morts de Floriana.
Représentation du sanctuaire Sainte-Marie-de-l'Assomption de Mosta.
Représentation de la lettre manuscrite par laquelle le roi George VI décerne la croix de George à Malte.
Représentation de la lettre du président Franklin Delano Roosevelt à Malte.
Représentation de la porte de Mdina (L-Imdina).
Représentation des Gavroches d'Antonio Sciortino.
Représentation du monument du Christ-Roi (Floriana).
Représentation du monument de G.M. Cottoner.